# Oslavany
Oslavany (en allemand : Oslawan) est une ville du district de Brno-Campagne, dans la région de Moravie-du-Sud, en République tchèque. Sa population s'élevait à 4 871 habitants en 2024.

## Géographie
Oslavany est arrosée par la rivière Oslava, un affluent de la Jihlava, et se trouve à 4 km au nord-ouest du centre d'Ivančice, à 22 km au sud-ouest de Brno et à 174 km au sud-est de Prague.

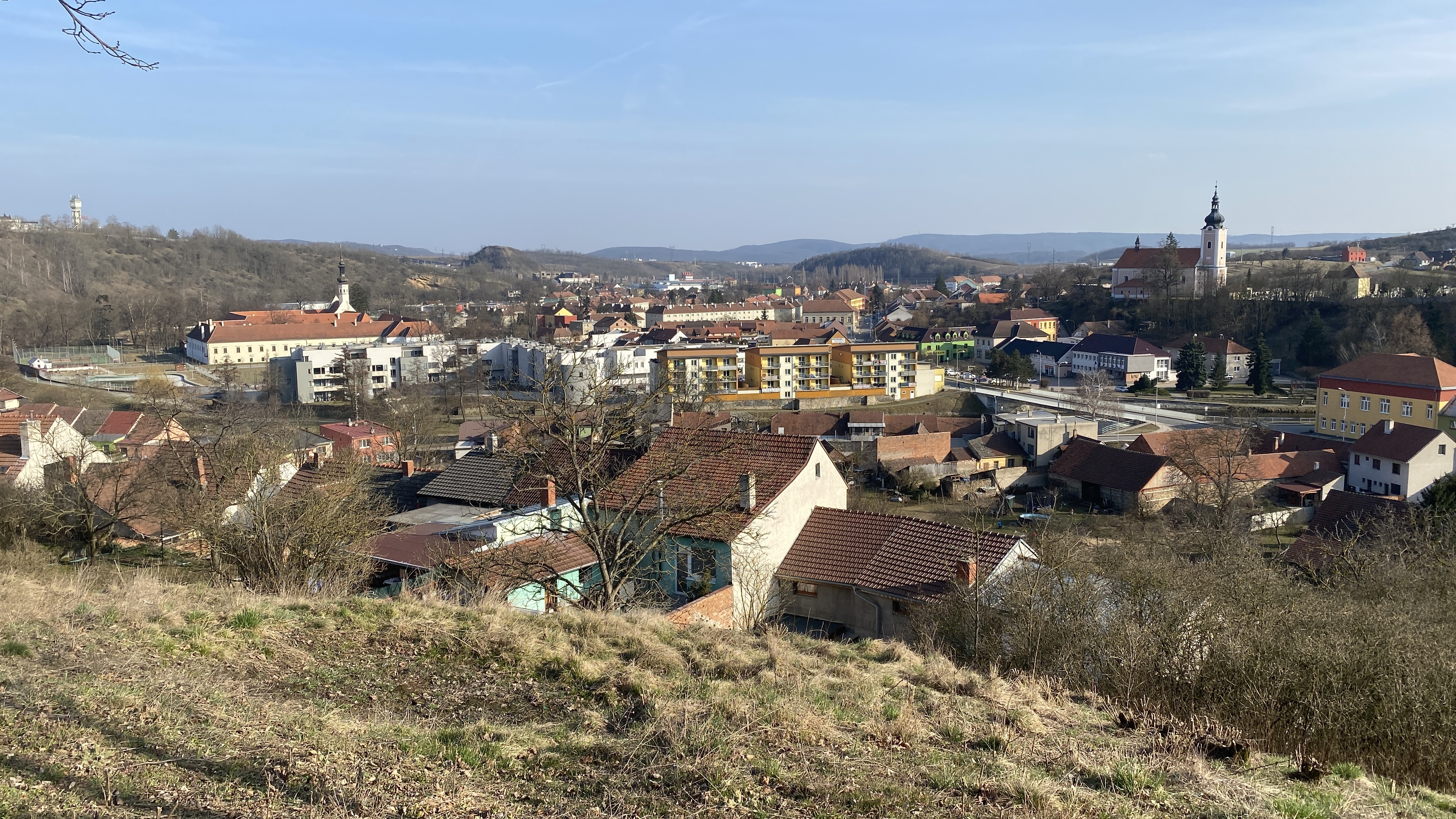
Oslavany : vue générale.

La commune est limitée par Lukovany, Zakřany et Zbýšov au nord, par Neslovice à l'est, par Ivančice et Nová Ves au sud, et par Čučice à l'ouest.

## Histoire
La première mention écrite de la ville date de 1104.

## Transports
Par la route, Oslavany se trouve à 5 km d'Ivančice, à 30 km de Brno et à 197 km de Prague.

## Jumelages
La ville d'Oslavany est jumelée avec :
- Schkeuditz (Allemagne)